# Рёлинг, Иоганн Кристоф
Иоганн Кристоф Рёлинг (нем. Johann Christoph Röhling; 1757—1813) — немецкий ботаник.

## Биография
Иоганн Кристоф Рёлинг родился 27 апреля 1757 года в коммуне Гундерсхаузен (позднее объединён с Росдорфом) в бедной семье ткача. В детстве заинтересовался ботаникой, стал изучать латынь. Затем Рёлинг получил возможность учиться в Дармштадте. В 1778 году поступил в Гиссенский университет, где учился богословию, с свободное время изучал ботанику, занимался пчеловодством. В 1790 году он издал несколько анонимных публикаций по пчеловодству. Несколько лет Рёлинг преподавал в школе во Франкфурте-на-Майне, в 1792 году стал пастором в Браубахе. В 1796 году вышло первое издание книги Рёлинга Deutschlands Flora. Второе издание вышло незадолго до смерти автора. В 1800 году он был назначен пастором в Бреккенхайме, в 1802 году — в Массенхайме. 19 декабря 1813 года Иоганн Кристоф скончался. В 1823—1839 ботаники Ф. К. Мертенс и В. Д. Й. Кох издали существенно расширенное и переработанное издание книги Deutschlands Flora.
Некоторые образцы мхов, использованные Рёлингом для описания новых видов, хранятся в гербарии Ботанического института в Страсбурге (STR).

## Некоторые научные работы
- Röhling, J.C. (1796). Deutschlands Flora. 540 p.
- Röhling, J.C. (1800). Moosgeschichte Deutschlands. 436 p.

## Роды, названные в честь И. К. Рёлинга
- Roehlingia Dennst., 1812 [syn.  Tetracera L., 1753]
- Roehlingia Roep., 1820 [syn.  Eranthis Salisb., 1807]